# Elena Caffarena
Elena Mafalda Zunilda Caffarena Morice (Iquique, 23 de marzo de 1903-Santiago, 19 de julio de 2003), fue una abogada, jurista, política y sufragista que luchó por la «clase obrera» y la «emancipación femenina» en Chile.

## Biografía
Tercera de siete hermanos, fue hija del empresario textil italiano Blas Caffarena Chiozza, inmigrante de ascendencia genovesa y fundador de la empresa textil Caffarena, y de Ana Morice. Realizó sus estudios hasta 5.º de Humanidades en el Liceo de Niñas de Iquique. Durante su adolescencia, la familia Caffarena decidió emigrar a Santiago, instalándose en un barrio contiguo al de Recoleta. Ubicaron ahí un pequeño taller para la elaboración de calcetines y medias, en el cual la joven participó asiduamente, intercalando sus estudios secundarios del Liceo N.º 4 de Santiago con el trabajo en la empresa familiar.
Entró a la Universidad de Chile en la Escuela de Leyes a comienzo de los años veinte, introduciéndose rápidamente en los talleres voluntarios para la educación de obreras y obreros. Fue así como conoció a Luis Emilio Recabarren, quien motivó aún más su interés por la igualdad de los derechos de los menos favorecidos. Se vincula a la Federación de Estudiantes en 1922 y se hace voluntaria en la Oficina de Defensa Jurídica Gratuita. Ese año se alzó como líder estudiantil cuando, en el contexto de la huelga por la reforma universitaria, le tocó, junto a sus compañeras María Marchant y Aurora Blondet, explicar a la masa estudiantil las razones de la toma de la Casa Central de la Universidad de Chile.
Recibió el título de abogada en 1926, siendo una de las 15 primeras mujeres juristas chilenas. Su memoria se tituló El enriquecimiento sin causa a expensas de otro, en el Código Civil Chileno.
Con título en mano, Elena se dirigió a Europa con la intención de hacer un postgrado, pero al verse seducida por la gran cantidad de museos a visitar, prefirió abocarse a ello. Durante este viaje conoció a Gabriela Mistral, la cual se transformó en una gran amiga con la que sostuvo una intensa correspondencia. Volvió a Chile en 1929.

### Matrimonio e hijos
En 1929 contrajo matrimonio con el abogado comunista Jorge Jiles Pizarro, con quien tuvo tres hijos: Jorge, Juan y Ana María. Fue tía de Ricardo Izurieta Caffarena —que sucedió como comandante en jefe del Ejército a Augusto Pinochet, quien era hijo de su hermana menor, Victoria, y del general Pelayo Izurieta Molina, hermano de Óscar Izurieta Molina, también militar y comandante en jefe del Ejército bajo el gobierno de Jorge Alessandri—, y abuela de la periodista y diputada Pamela Jiles.

## Vida pública

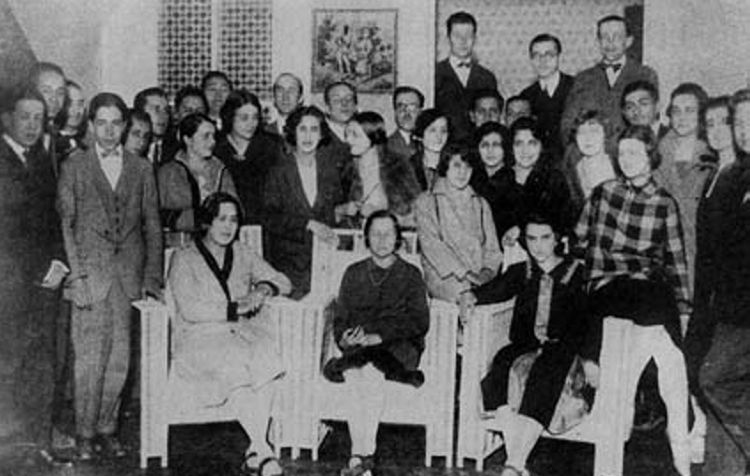
Elena Caffarena en 1926 (sentada al medio), junto con compañeros de la Escuela de Derecho de la Universidad de Chile.

Atenta a los reclamos de las sufragistas inglesas, junto a Olga Poblete y otras adelantadas de la época, fundó el Movimiento Pro-Emancipación de las Mujeres de Chile, MEMCH, en 1935, que durante veinte años se abocó a la organización de mujeres en pro de su “emancipación económica, biológica y política”. Fue la primera organización femenina política en pro de sus reivindicaciones. 
Elena se dedicó principalmente a promover los derechos jurídicos de la mujer, ya que entonces las leyes –y hasta hace muy poco- consideraban a las chilenas como menores de edad, atadas a la voluntad del padre o del marido. 
En Chile, diecisiete años después, en 1935, lograron uno limitado a las elecciones municipales, y no sería sino hasta 1949 que se obtendría para la mujer el derecho a voto para todas las elecciones.
Ella, que tanto hizo por conseguirlo, no fue invitada por el presidente Gabriel González Videla a la ceremonia en que se promulgó tal ley en el Teatro Municipal. Se le aplicó la Ley de Defensa Permanente de la Democracia, llamada “Ley Maldita”, que quitaba sus derechos y perseguía a las personas afiliadas al Partido Comunista. Elena nunca fue militante, pero sí su marido, el abogado Jorge Jiles, quien era dirigente de esa colectividad.
Como abogada, Caffarena realizó grandes aportes a la sociedad chilena. Entre ellos, destaca la publicación de su libro Capacidad de la mujer casada con relación a sus bienes, texto que incluía ideas revolucionarias para la época, como por ejemplo, que en el matrimonio es vital y obligatorio que exista el amor.[cita requerida]

## Últimos años de vida

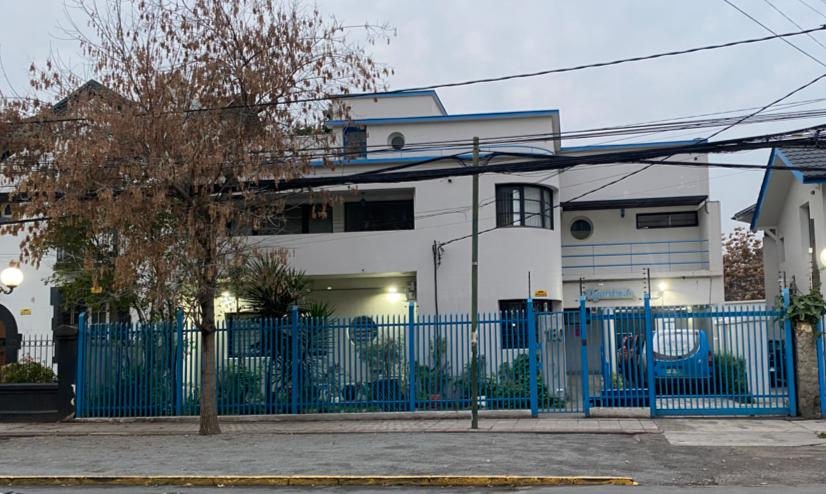
Casa en la calle Seminario 180, la cual fuera de propiedad de Elena Caffarena.

Durante los años ochenta, Seminario 244, el domicilio de la casa de Elena, se transformó en un lugar de encuentro y debate para las feministas. Pasaron por ella amigas de los tiempos universitarios y de todos los que siguieron, feministas antiguas y nuevas, e investigadoras chilenas y extranjeras en busca de un pedazo de la historia. Se desarrollaron tertulias sabatinas que llegaron a ser famosas y se realizaron reuniones clandestinas durante la dictadura, lo cual la hizo víctima de un allanamiento.[cita requerida]
Caffarena trabajó por la defensa de los derechos humanos que estaban siendo sistemáticamente quebrantados. En la década de 1980, se convirtió en una de las fundadoras del Comité de Defensa de los Derechos del Pueblo (CODEPU), que en la actualidad funciona como una corporación encargada de la defensa jurídica, social y médica de las víctimas de la delincuencia.[cita requerida]
Artículos suyos en la revista Punto Final reflejan sus ámbitos de interés: Aborto en Chile, Divorcio con antifaz, El divorcio vincular y la familia, todos de 1994. También los textos que publicó en la Revista de Derecho, Jurisprudencia y Ciencias Sociales confirman lo que en su vida fue una constante: la defensa de los oprimidos, la visibilidad de los excluidos, su lucha por la democracia y la exigencia de derechos para las mujeres.[cita requerida]
Elena Caffarena falleció el 19 de julio de 2003. Su cuerpo fue llevado al Cementerio General, lugar donde fue cremado.

## Obras

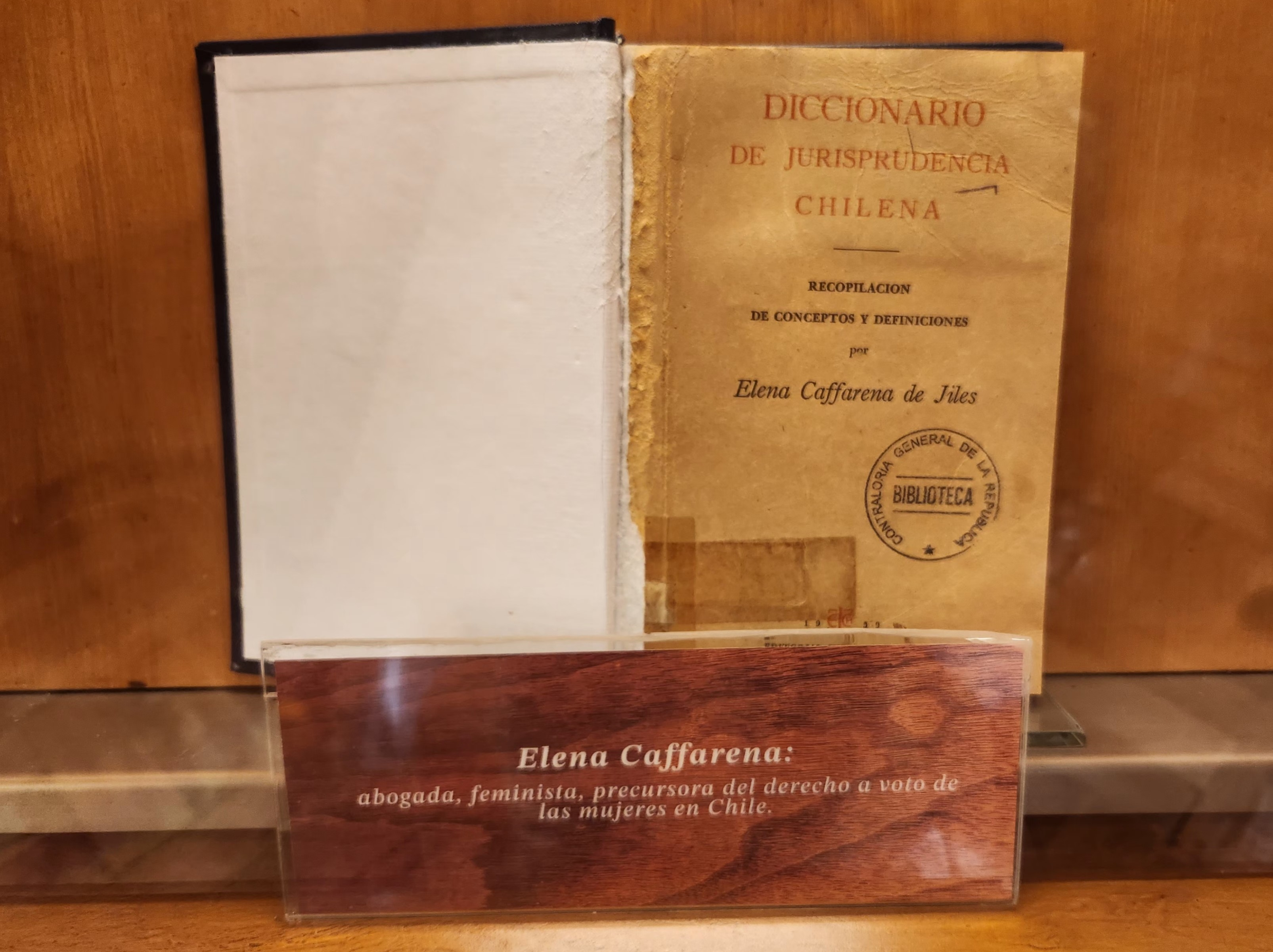
«Diccionario de Jurisprudencia Chilena» de Elena Caffarena, exhibido en el Museo de la Contraloría General de la República de Chile

- «Diccionario de Jurisprudencia Chilena» de Elena Caffarena, exhibido en el Museo de la Contraloría General de la República de ChileCapacidad de la mujer casada con relación a sus bienes (1944).
- ¿Debe el marido alimentos a la mujer que vive fuera del hogar conyugal? (1947).
- Regímenes matrimoniales en Latinoamérica (1948).
- Un capítulo en la historia del feminismo. Las sufragistas inglesas (1952).
- El recurso de amparo frente a los regímenes de emergencia (1957).
- Diccionario de Jurisprudencia Chilena (1959).
- Revista de Mujeres Destacadas (1960).